# Cryptoware
Cryptoware of cryptolocker is een ransomware, een vorm van malware waarbij alle computerbestanden, inclusief back-ups verloren kunnen gaan. Cryptoware sluipt binnen via het Windows-systeem en versleutelt computerbestanden. Het virus wordt verspreid via bijlagen in e-mails en links. Hierdoor worden slachtoffers vaak misleid.
Cryptoware is een hardnekkige vorm van malware die gebruik maakt van asymmetrische encryptie (RSA-2048) om gegevens te versleutelen. Om weer toegang te krijgen tot de computerbestanden, is zowel een publieke als geheime sleutel nodig. Cybercriminelen beschikken over de geheime sleutel.
Daarna vragen cybercriminelen losgeld om de bestanden te herstellen. Meestal gebeurt de betaling in bitcoin. Vaak gebeurt deze herstelling niet of slechts gedeeltelijk.

## Kenmerken
- Bestanden kunnen niet meer geopend worden omdat ze versleuteld zijn.
- Er wordt een betaling geëist in de digitale munteenheid bitcoin.
- De betaling moet binnen enkele dagen uitgevoerd worden.
- Besmetting gebeurt vaak via een kwaadaardig bestand, zoals een link of een e-mail.
- De versleuteling is zelden zonder de sleutel ongedaan te maken.[3][4]